# Crinum trifidum
Crinum trifidum là một loài thực vật có hoa trong họ Amaryllidaceae. Loài này được Nordal mô tả khoa học đầu tiên năm 1979.